# Aldeanueva de Santa Cruz
Aldeanueva de Santa Cruz é um município da Espanha na província de Ávila, comunidade autónoma de Castela e Leão, de área 8,44 km² com população de 172 habitantes (2004) e densidade populacional de 20,38 hab/km².

## Demografia
| Variação demográfica do município entre 1991 e 2004 | Variação demográfica do município entre 1991 e 2004 | Variação demográfica do município entre 1991 e 2004 | Variação demográfica do município entre 1991 e 2004 |
| --------------------------------------------------- | --------------------------------------------------- | --------------------------------------------------- | --------------------------------------------------- |
| 1991                                                | 1996                                                | 2001                                                | 2004                                                |
| 204                                                 | 193                                                 | 186                                                 | 172                                                 |